# Podział administracyjny Walii
Ostatnia reforma administracyjna w Walii miała miejsce 1 kwietnia 1996 roku, wtedy to Walia została podzielona na 22 jednostki administracyjne (principal areas), spośród których 11 nazywanych jest hrabstwami (counties), a kolejnych 11 hrabstwami miejskimi (county boroughs).
Hrabstwa:
- Cardiff (7)
- Carmarthenshire (13)
- Ceredigion (14)
- Denbighshire (18)
- Flintshire (17)
- Gwynedd (20)
- Anglesey (21)
- Monmouthshire (5)
- Pembrokeshire (22)
- Powys (15)
- Swansea (12)

Hrabstwa miejskie:
- Blaenau Gwent (3)
- Bridgend (9)
- Caerphilly (2)
- Conwy (19)
- Merthyr Tydfil (1)
- Neath Port Talbot (11)
- Newport (6)
- Rhondda Cynon Taf (10)
- Torfaen (4)
- Wrexham (16)
- Vale of Glamorgan (8)

## Podział ceremonialny
Dla celów ceremonialnych zachowany został tradycyjny podział Walii na hrabstwa (preserved counties). Stosowany jest m.in. w związku z uroczystościami dworskimi i przy mianowaniu Lorda Lieutenanta. Podział ten pokrywa się z podziałem administracyjnym z lat 1972-1996.
| Tradycyjne hrabstwa Walii                                                                                  |
| \| 1. Gwent 2. South Glamorgan 3. Mid Glamorgan 4. West Glamorgan 5. Dyfed 6. Powys 7. Gwynedd 8. Clwyd \| |
| 1. Gwent 2. South Glamorgan 3. Mid Glamorgan 4. West Glamorgan 5. Dyfed 6. Powys 7. Gwynedd 8. Clwyd       |